# Tomaz Vieira da Cruz
Tomaz Vieira da Cruz (ur. 1900, zm. 1960) – poeta portugalski, przez dużą część życia mieszkający i tworzący w Angoli.

## Życiorys
Tomaz Vieira da Cruz urodził się 22 kwietnia 1900 roku w miejscowości Constância. Wychował się w Portugalii. Po ukończeniu szkoły został asystentem farmaceutą. Równocześnie zajął się pisaniem wierszy. Publikował w wielu lizbońskich czasopismach. W 1924 roku przeniósł się do Angoli, gdzie w latach 1929-1931 redagował czasopismo Mocidade (Młodość). Poeta zmarł 7 czerwca 1960 roku w Lizbonie.

## Twórczość
Tomaz Vieira da Cruz był poetą, muzykiem i dziennikarzem. Swój pierwszy tomik, zatytułowany Quissange, saüdade nêgra wydał w 1932 roku. I w tym, i w następnych zbiorkach, Tatuagem (1941) i Cazumbi (1950) zawarł wiersze, w których dokonywał syntezy pierwiastków portugalskich, europejskich i angolańskich,  afrykańskich. Jakkolwiek był stosunkowo apolityczny, pisał wiersze w obronie rdzennych mieszkańców portugalskiej kolonii. Tomaz Vieira da Cruz jest najbardziej znany jako autor wierszy do ukochanej, którą nazywa "brązowym kwiatem".